# 대한민국 민법 제694조
대한민국 민법 제694조는 수치인의 임치물사용금지에 대한 민법 채권법 각칙 조문이다. 

## 조문
제694조(수치인의 임치물사용금지) 수치인은 임치인의 동의없이 임치물을 사용하지 못한다.

## 같이 보기
- 임치